# Пажинув
Пажинув (пол. Parzynów) — село в Польщі, у гміні Кобиля Ґура Остшешовського повіту Великопольського воєводства.
Населення — 590 осіб (2011).
У 1975-1998 роках село належало до Каліського воєводства.

## Демографія
Демографічна структура станом на 31 березня 2011 року:
|          | Загалом | Допрацездатний вік | Працездатний вік | Постпрацездатний вік |
| -------- | ------- | ------------------ | ---------------- | -------------------- |
| Чоловіки | 288     | 65                 | 185              | 38                   |
| Жінки    | 302     | 54                 | 181              | 67                   |
| Разом    | 590     | 119                | 366              | 105                  |